# Penisa
Penisa is een geslacht van vlinders van de familie Uilen (Noctuidae), uit de onderfamilie Acontiinae.

## Soorten
- P. albigrisea Warren, 1914
- P. albilineata Hampson, 1897
- P. albitegulata Warren, 1913
- P. albolinearia Leech, 1897
- P. algae Hampson, 1910
- P. atricincta Hampson, 1907
- P. erythroglauca Hampson, 1910
- P. flavicincta Hampson, 1910
- P. griseipennis Hampson, 1891
- P. inversa Warren, 1913
- P. leprosa Hampson, 1910
- P. leucogramma Hampson, 1910
- P. leucosticta Hampson, 1910
- P. lichenostola Hampson, 1910
- P. minuta Hampson, 1893
- P. niviceps Turner, 1909
- P. oblataria Walker, 1861
- P. oinistis Hampson, 1907

- P. ornata Wileman, 1911
- P. parva Bethune-Baker, 1906
- P. poliorhoda Hampson, 1907
- P. purpurascens Hampson, 1907
- P. quadricostaria Walker, 1861
- P. regulata Walker, 1861
- P. rosea Hampson, 1893
- P. roseata Hampson, 1902
- P. rubrescens Warren, 1913
- P. rubrifuscaria Hampson, 1904